# Uniwersytet Kalifornijski w San Francisco
Uniwersytet Kalifornijski w San Francisco (ang. University of California, San Francisco) – amerykańska uczelnia medyczna z siedzibą w San Francisco, wchodząca w skład zespołowego Uniwersytetu Kalifornijskiego.
Uniwersytet założono w marcu 1873 i kształci około 3000 studentów. Ma pięć wydziałów: stomatologii, medycyny, pielęgniarstwa, farmacji i nauk biomedycznych. Uczelnia, której podlegają cztery kampusy, jest jedną z najbardziej renomowanych w kraju i na świecie. W 2017 w światowym rankingu uniwersytetów uplasowała się na 16. pozycji.